# Juha Kärkkäinen
Pour les articles homonymes, voir Juha et Kärkkäinen.
Juha Matti Kärkkäinen (né le 31 mars 1967 à Kiuruvesi) est un homme d'affaires et éditeur de magazines finlandais,.

## Présentation
Juha Kärkkäinen est un homme d'affaires et éditeur de magazines finlandais, propriétaire de la chaîne de grands magasins Kärkkäinen, présente sur cinq sites.
Il publie le magazine à distribution gratuite KauppaSuomi.
En raison des écrits antisémites qu'il a publiés, Juha Kärkkäinen a été condamné pour Incitation à la haine contre un groupe national.
Il a été également l'un des partisans néo-nazis du mouvement de résistance finlandais (fi) et un partisan du mouvement Bleu-Noir d'extrême droite,.

## Biographie
Né dans une famille d'agriculteurs, Juha Kärkkäinen a commencé sa carrière commerciale en 1988 en tant que marchand ambulant sur un marché.
Il a ouvert son premier magasin à Ylivieska en 1991.
En 2009, l'entreprise a demandé une restructuration de sa dette.
Aujourd'hui, Kärkkäinen Oy est la quatrième plus grande chaîne de magasins discount de Finlande, avec des magasins à Ylivieska, Oulu, Ii, Lahti et Jyväskylä.
En outre, Juha Kärkkäinen possède des restaurants, des ateliers de réparation automobile, une société de promotion immobilière et un magazine gratuit.
Suomi Trading Oy, une entreprise de vente en gros technique fondée en 2019, appartient également à Juha Kärkkäinen. Les membres du conseil d'administration de la société sont Juha et Leena Kärkkäinen.
juha Kärkkäinen travaille aussi comme investisseur.
Parmi ses partenaires d'investissement figurent l'ancien Premier ministre Juha Sipilä.

## Prises de positions politiques
Dans un article publié par Helsingin Sanomat, Juha Kärkkäinen est décrit comme un homme d'extrême droite dans sa vision du monde, qui s'est radicalisé après avoir passé les années 2006 et 2007 aux États-Unis. De retour en Finlande, il abandonne le magazine publicitaire Iso Magnetetti de son entreprise et fonde à sa place Magneettimedia (fi), dont Juha Kärkkäinen devient le rédacteur en chef. Plus tard, il aurait aussi commencé à collaborer avec les néo-nazis.
En 2013, Juha Kärkkäinen a été condamné à une amende pour incitation à la haine  contre un groupe national en raison d'écrits antisémites publiés dans Magnetimedia.
À la cour d'appel (fi) de Rovaniemi, le témoin de Juha Kärkkäinen était Juuso Tahvanainen, le chef du mouvement de résistance finlandais (fi) de l'époque. Avec ce verdict, Juha Kärkkäinen a abandonné Magnetettimedia et a fondé à sa place un nouveau magazine à distribution gratuite KauppaSuomi, qui a également publié des articles antisémites.
Magnettimedia est resté une publication en ligne et, en 2015, Juha Kärkkäinen a transféré ses droits au mouvement de résistance finlandais. À la suite du verdict, Juha Kärkkäinen a également démissionné du poste de PDG de son entreprise Kärkkäinen pendant quatre mois, mais est revenu à nouveau en octobre 2013 après que le nouveau PDG ait démissionné.
En janvier 2017, il a été révélé que Juha Kärkkäinen avait livré des produits de divers fabricants pour les vendre à la boutique en ligne du mouvement de résistance finlandais.
Les grands magasins de Kärkkäinen ont vendu le célèbre livre de propagande Suprématie juive de l'antisémite américain David Duke, partisan du suprémacisme blanc.
L'ambassadeur d'Israël en Finlande et le Centre Simon-Wiesenthal, qui étudie l'antisémitisme, ont également pris position sur les textes anti-juifs publiés par Juha Kärkkäinen, qui a exigé une déclaration du président de la République de Finlande, Sauli Niinistö.
Au printemps 2021, Juha Kärkkäinen a signé une déclaration de soutien au parti mouvement Bleu-Noir.
En 2021, Juha Kärkkäinen a exhorté dans un courriel interne les employés de ses grands magasins Kärkkäinen à ne pas se faire vacciner contre le coronavirus. Le message était accompagné d'un lien vers le site Web de MV-media. En octobre de la même année, Juha Kärkkäinen a lié le président Sauli Niinistö au complot en le traitant d'« homme de main Nouvel ordre mondial » et a nié l'Holocauste.
À la suite des déclarations de Juha Kärkkäinen, de nombreux fabricants ont retiré leurs produits des grands magasins de Kärkkäinen. Quelques jours plus tard, Juha Kärkkäinen a publié un communiqué de presse dans lequel il s'est excusé auprès du président Sauli Niinistö et a promis de mettre fin aux sorties politiques,.